# Гогиашвили, Омар Георгиевич
Омар Георгиевич Гогиашвили (груз. ომარ გეორგიევიჩ გოგიაშვილი; род. 21 октября 1941) — советский и грузинский историк, доктор исторических наук, профессор, академик Академии наук Грузии (2020; член-корреспондент с 2010).
Лауреат Премии И. С. Бериташвили АН Грузии (2003).

## Биография
Родился 21 октября 1941 года в Тбилиси, Грузинской ССР.
С 1959 по 1964 год обучался на историческом факультете Тбилисского государственного университета. С 1964 по 1968 год обучался в аспирантуре этого университета.
С 1970 по 1973 на комсомольской работе в аппарате ЦК КП Грузинской ССР в должности руководителя отдела по делам молодежи. С 1973 по 1979 год на педагогической работе в Тбилисском государственном университете в должностях: старший преподаватель, доцент и заместитель декана исторического факультета. С 1998 по 2006 год — руководитель отдела и директор Центра политических научных исследований этого университета.
С 1984 по 2005 год — ректор Грузинской академии физического воспитания и спорта, с 2005 по 2007 год — почётный профессор, и с 2016 года советник ректора этой академии. С 2007 года — профессор Государственного университета имени И. Чавчавадзе и одновременно с 2015 года — профессор Грузинского технического университета.

### Научно-педагогическая деятельность и вклад в науку
Основная научно-педагогическая деятельность О. Г. Гогиашвили была связана с вопросами в области наследия Ильи Чавчавадзе в политической философии, российско-грузинских политико-культурных отношений, политике, политологии, идеологии, истории и современности грузинской политической мысли.   
В 1977 году защитил кандидатскую диссертацию по теме: «Исторический характер взаимоотношений и принцип единства стимулов труда в развитом социалистическом обществе», в 1987 году защитил докторскую диссертацию на соискание учёной степени доктор исторических наук. В 1989 году ему присвоено учёное звание профессор. В 2010 году был избран член-корреспондентом, в 2020 году — действительным членом НАН Грузии.  О. Г. Гогиашвили было написано более семидесяти пяти научных работ, в том числе девятнадцати монографий.

## Награды
- Премия И. С. Бериташвили АН Грузии (2003)

## Основные труды
- Исторический характер взаимоотношений и принцип единства стимулов труда в развитом социалистическом обществе. - Тбилиси, 1977. - 211 с.
- Районная система управления эффективностью производства "Глдани" / И. В. Бакрадзе, О. Г. Гогиашвили. - Тбилиси : Изд-во Тбил. ун-та, 1984. - 81 с.
- К определению понятия "стимул труда" : (Теорет. и методол. аспекты взаимоотношения потребностей и стимулов труда) / О. Г. Гогиашвили. - Тбилиси : Изд-во Тбил. ун-та, 1988. - 65 с[3]